# Gert Potgieter
Pour les articles homonymes, voir Gert Potgieter (opéra).
Gerhardus Cornelius "Gert" Potgieter (né le 16 avril 1937 à Pietermaritzburg dans le Natal) est un athlète sud-africain, spécialiste du 400 m et du 400 m haies.
Il fut le premier à alterner 14 foulées entre chaque haie, en changeant de jambe d'appui entre chacune. Blessé dans un accident de voiture quinze jours avant les Jeux olympiques de Rome en 1960, où il était le favori et le capitaine de l'équipe d'athlétisme, il ne put y participer.
Il est marié à Renate Junker.